# 양재사

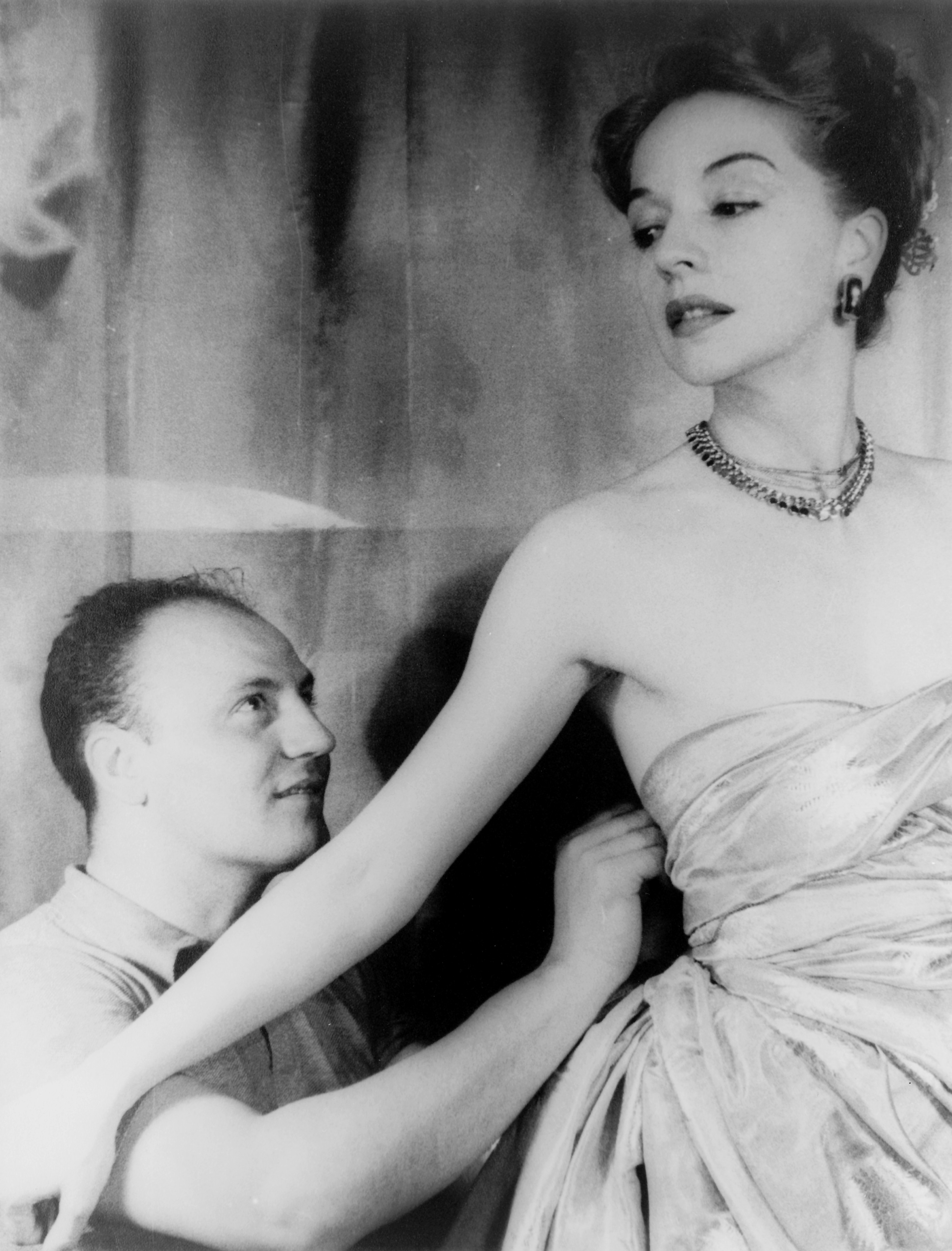
배우 루스 포드의 옷을 만들고 있는 피에르 발맹. 1947년 칼 반 베흐텐이 촬영한 사진.

양재사(洋裁師, dressmaker)는 드레스, 블라우스, 이브닝가운 등 양장을 만드는 것을 업으로 하는 사람이다.

## 같이 보기
- 패션 디자인
- 오트쿠튀르
- 바느질
- 재단사